# Аргайл (Нова Шотландія)
Аргайл (англ. Argyle) — муніципальний район в Канаді, у провінції Нова Шотландія, у складі графства Ярмут.

## Населення
За даними перепису 2016 року, муніципальний район нараховував 7899 осіб, показавши скорочення на 4,3%, порівняно з 2011-м роком. Середня густина населення становила 5,2 осіб/км².
З офіційних мов обидвома одночасно володіли 4 765 жителів, тільки англійською — 3 050, тільки французькою — 35. Усього 25 осіб вважали рідною мовою не одну з офіційних.
Працездатне населення становило 62,1% усього населення, рівень безробіття — 8% (9,5% серед чоловіків та 6,3% серед жінок). 87,7% осіб були найманими працівниками, а 11% — самозайнятими.
Середній дохід на особу становив $38 996 (медіана $31 175), при цьому для чоловіків — $48 487, а для жінок $29 336 (медіани — $40 448 та $24 521 відповідно).
18,5% мешканців мали закінчену шкільну освіту, не мали закінченої шкільної освіти — 34,1%, 47,4% мали післяшкільну освіту, з яких 22,2% мали диплом бакалавра, або вищий, 20 осіб мали вчений ступінь.
| Статево-вікова структура населення | Статево-вікова структура населення | Статево-вікова структура населення | Статево-вікова структура населення | Статево-вікова структура населення |
| ---------------------------------- | ---------------------------------- | ---------------------------------- | ---------------------------------- | ---------------------------------- |
|                                    |                                    |                                    |                                    |                                    |
| Всього                             | Всього                             | 49,7%50,3%                         |                                    |                                    |
| 0 — 14 років                       | 0 — 14 років                       |                                    | 13,6%                              | 13,6%                              |
| 15 — 64 років                      | 15 — 64 років                      |                                    | 62,7%                              | 62,7%                              |
| 65 і більше                        | 65 і більше                        |                                    | 23,7%                              | 23,7%                              |
| 85 і більше                        | 85 і більше                        |                                    | 3,5%                               | 3,5%                               |
| 100 і більше                       | 100 і більше                       |                                    | 0,1%                               | 0,1%                               |
| Середній вік (років)               | Середній вік (років)               | 45,346,8                           | 46,0                               | 46,0                               |
| Медіана (років)                    | Медіана (років)                    | 49,050,5                           | 49,8                               | 49,8                               |
| — чоловіки — жінки                 |                                    |                                    |                                    |                                    |

| Походження мешканців:     | Походження мешканців:     | Походження мешканців: | Походження мешканців: | Походження мешканців: |
| ------------------------- | ------------------------- | --------------------- | --------------------- | --------------------- |
| Походження                |                           |                       | осіб                  | %                     |
| Корінні американці        | Корінні американці        |                       | 2 180                 | 27.86%                |
| Інше північноамериканське | Інше північноамериканське |                       | 5 440                 | 69.52%                |
| Європейське               | Європейське               |                       | 4 850                 | 61.98%                |
| британське                | британське                |                       | 2 540                 | 32.46%                |
| французьке                | французьке                |                       | 3 475                 | 44.41%                |
| Африканське               | Африканське               |                       | 25                    | 0.32%                 |
| Азійське                  | Азійське                  |                       | 75                    | 0.96%                 |

| Зайнятість населення за галузями (за класифікацією NOC): | Зайнятість населення за галузями (за класифікацією NOC): | Зайнятість населення за галузями (за класифікацією NOC): | Зайнятість населення за галузями (за класифікацією NOC): | Зайнятість населення за галузями (за класифікацією NOC): |
| -------------------------------------------------------- | -------------------------------------------------------- | -------------------------------------------------------- | -------------------------------------------------------- | -------------------------------------------------------- |
|                                                          |                                                          |                                                          |                                                          |                                                          |
| Управління                                               | Управління                                               |                                                          | 6,4%                                                     | 6,4%                                                     |
| Бізнес, фінанси та адміністрування                       | Бізнес, фінанси та адміністрування                       |                                                          | 12,1%                                                    | 12,1%                                                    |
| Природничі та прикладні науки                            | Природничі та прикладні науки                            |                                                          | 3,3%                                                     | 3,3%                                                     |
| Охорона здоров'я                                         | Охорона здоров'я                                         |                                                          | 5,6%                                                     | 5,6%                                                     |
| Освіта, правозахист, муніципальні та урядові служби      | Освіта, правозахист, муніципальні та урядові служби      |                                                          | 9,4%                                                     | 9,4%                                                     |
| Мистецтво, культура, відпочинок та спорт                 | Мистецтво, культура, відпочинок та спорт                 |                                                          | 2,1%                                                     | 2,1%                                                     |
| Роздрібна торгівля та послуги                            | Роздрібна торгівля та послуги                            |                                                          | 19,3%                                                    | 19,3%                                                    |
| Гуртова торгівля, транспорт та обладнання                | Гуртова торгівля, транспорт та обладнання                |                                                          | 10,3%                                                    | 10,3%                                                    |
| Природні ресурси, сільське господарство                  | Природні ресурси, сільське господарство                  |                                                          | 22,2%                                                    | 22,2%                                                    |
| Виробництво                                              | Виробництво                                              |                                                          | 9,2%                                                     | 9,2%                                                     |

## Клімат
Середня річна температура становить 7,3°C, середня максимальна – 21,7°C, а середня мінімальна – -8°C. Середня річна кількість опадів – 1 332 мм.
| Клімат поселення                              | Клімат поселення | Клімат поселення | Клімат поселення | Клімат поселення | Клімат поселення | Клімат поселення | Клімат поселення | Клімат поселення | Клімат поселення | Клімат поселення | Клімат поселення | Клімат поселення | Клімат поселення |
| Показник                                      | Січ.             | Лют.             | Бер.             | Квіт.            | Трав.            | Черв.            | Лип.             | Серп.            | Вер.             | Жовт.            | Лист.            | Груд.            |                  |
| Середній максимум, °C                         | 0,89             | 1,05             | 4,59             | 9,83             | 15,15            | 19,66            | 21,56            | 21,68            | 18,06            | 13,35            | 8,70             | 3,31             |                  |
| Середня температура, °C                       | −3,53            | −3,38            | 0,17             | 5,38             | 10,73            | 15,22            | 17,62            | 17,73            | 14,12            | 9,41             | 4,75             | −0,64            |                  |
| Середній мінімум, °C                          | −7,95            | −7,83            | −4,26            | 0,95             | 6,29             | 10,80            | 13,69            | 13,79            | 10,18            | 5,46             | 0,81             | −4,57            |                  |
| Норма опадів, мм                              | 130              | 100              | 119              | 113              | 107              | 100              | 100              | 87               | 96               | 104              | 139              | 137              |                  |
| Середньомісячна швидкість вітру, м/с          | 4.62             | 4.63             | 4.64             | 4.46             | 4.01             | 3.81             | 3.35             | 3.34             | 3.79             | 4.37             | 4.61             | 4.76             |                  |
| Середньомісячна сонячна радіація, кДж/м²·день | 5171             | 8185             | 12102            | 15395            | 18292            | 20478            | 20189            | 18067            | 13945            | 9133             | 5436             | 4196             |                  |
| --------------------------------------------- | ---------------- | ---------------- | ---------------- | ---------------- | ---------------- | ---------------- | ---------------- | ---------------- | ---------------- | ---------------- | ---------------- | ---------------- | ---------------- |
| Джерело:                                      |                  |                  |                  |                  |                  |                  |                  |                  |                  |                  |                  |                  |                  |